# Phyllodromica amedegnatoi
Phyllodromica amedegnatoi är en kackerlacksart som beskrevs av Failla och Andre Messina 1989. Phyllodromica amedegnatoi ingår i släktet Phyllodromica och familjen småkackerlackor.
Artens utbredningsområde är Algeriet. Inga underarter finns listade i Catalogue of Life.